# Natya Shastra
El Natia-shastra és un antic tractat d'arts dramàtiques, teatre, dansa i música hinduista
Va ser escrit en una data incerta (entre el 400 i el 200 a. C.) i s'atribueix tradicionalment a un sol autor: el musicòleg Bharata Muni.

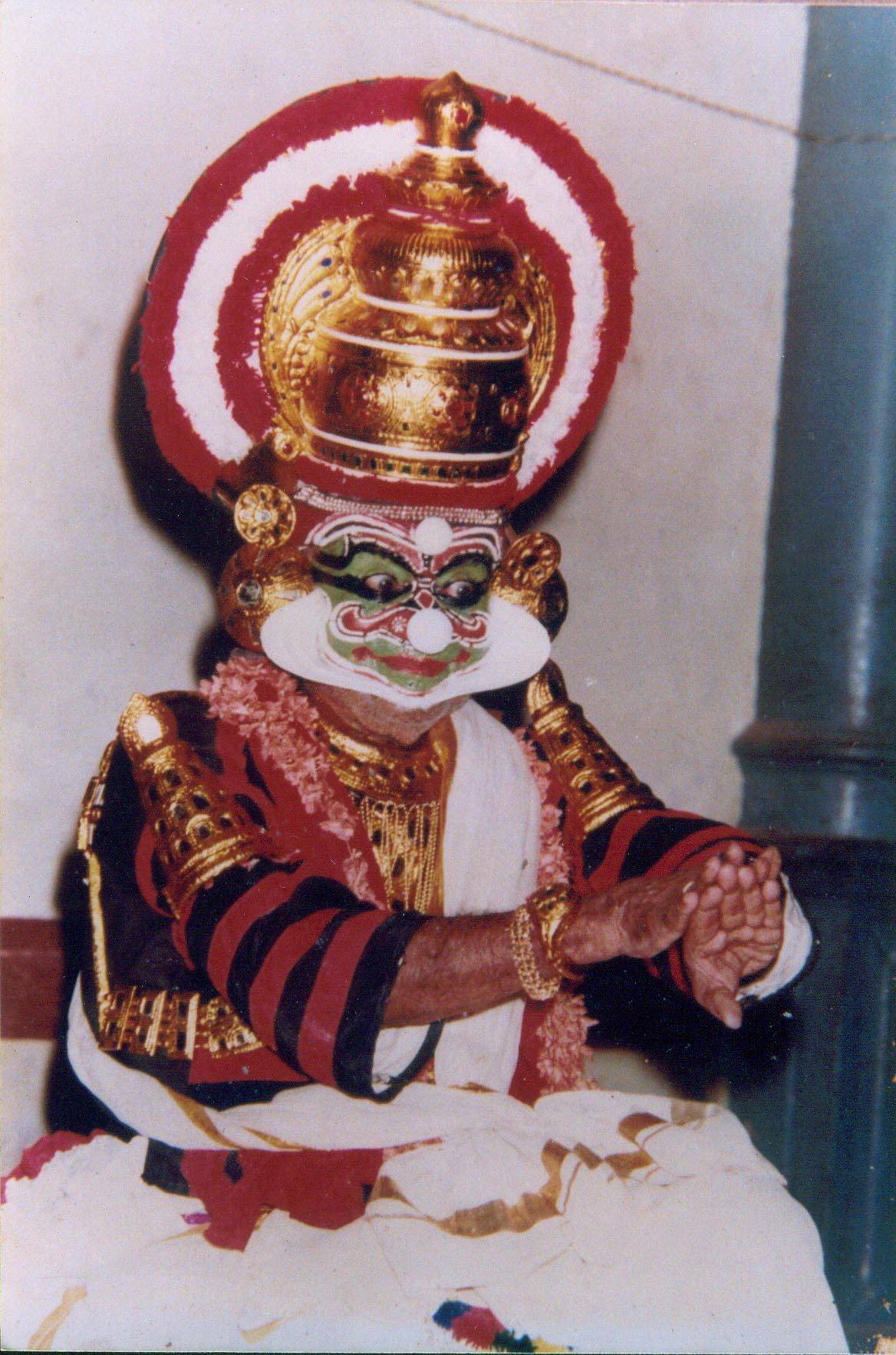
Els ensenyaments del Natia-sastra es veuen reflectides en la tradició teatral Kutiyattam, que es realitza a Keralá (en el sud de l'Índia) des de fa 2000 anys. A la fotografia, l'actor hindú Mani Mádhava Chakiar (1899-1990) actua com el dimoni Ràvana en l'obra Abhiseka Nataka, de Bhasa.

## Nom
- nāṭjaśāstra, en el sistema AITS (alfabet internacional de transliteració sànscrita).
- नाट्यशास्त्र, en lletra devánagari.

## Descripció
El Natya-shastra abasta camps molt amplis.
Proposa la teoria de tres tipus d'actuació, la dansa i la música clàssica vocal i instrumental (que són part integral del teatre sànscrit).
La forma clàssica de dansa anomenada bharata-natiam està codificada en el Natia-shastra o Bharata-shastra.
Bharata Muni va classificar les formes teatrals sànscrites (natia\rupaka) en deu tipus.
A Occident es coneix solament un d'aquests tipus: el nataka.
Bharata Muni també va delinear un grup de rases (‘sabors') o emocions que serien influents en la definició posterior de la dansa, la música i el teatre hindú.
El Natia-shastra té 36 capítols i probablement és la creació de diversos autors i no d'un sol erudit.

## Datació i autors
El text, que té actualment 6000 slokas (versos), s'atribueix al muni (savi) Bharata i es creu que va ser escrit entre el 400 i el 200 a. C.
La majoria dels estudiosos creuen que el text va ser creat en diferents èpoques per diferents autors.
Segons el propi text, està basat en un antic text oral titulat Natia-veda, que consistia en 36 000 slokas i es transmetia exclusivament per via oral i mai es va posar per escrit.
Desafortunadament al no ser escrit el seu contingut va ser oblidat.

## Llista de capítols
1. Origen de l'art teatral
2. Descripció d'un teatre
3. Puya (adoració i ofrenes) als déus de l'escenari
4. Descripció de la classe de dansa
5. Preliminars d'una obra teatral
6. Sentiments (rases: sabors).
7. Emocions i altres estats d'ànim
8. Gestos dels membres menors
9. Gestos de les mans
10. Gestos d'altres membres
11. Moviments chari
12. Diferents tipus de gaits
13. Usos i costums en diferents regions
14. Regles de la prosòdia
15. Patrons mètrics
16. Dicció d'una obra teatral
17. Regles en l'ús de dialectes
18. Maneres de parlar i entonació
19. Deu tipus d'obra teatral
20. Parts dels segments
21. Estils
22. Vestuari i maquillatge
23. Realització harmoniosa
24. Tractes amb cortesanes
25. Execucions variades
26. Èxit en l'obra dramàtica
27. Música instrumental
28. Instruments de corda
29. Mesura del temps
30. Cançons dhruva
31. Instruments coberts
32. Tipus de caràcter
33. Distribució dels papers
34. Descens del drama a la Terra